# Ewelina Nowicka
Ewelina Nowicka (ur. 26 października 1982 w Gdańsku) – polska skrzypaczka i kompozytorka.

## Życiorys
Ewelina Nowicka pochodzi z rodziny artystycznej, córka aktorki Wandy Neumann i aktora, dziennikarza i reżysera Wiesława Nowickiego. Wnuczka Sabiny Nowickiej, współtwórczyni i pierwszej dyrektor Teatru Wielkiego w Łodzi i aktora Zygmunta Nowickiego.
W roku 2001 ukończyła Ogólnokształcącą Szkołę Muzyczną I i II stopnia im. Feliksa Nowowiejskiego w Gdańsku. W latach 2001–2007 studiowała skrzypce i pedagogikę w klasie prof. Petru Munteanu w Hochschule für Musik und Theater w Hamburgu a następnie w latach 2007-2010 studiowała podyplomowo w klasie skrzypiec prof. Katrin Scholz w Hochschule für Künste w Bremie. W roku 2012 ukończyła studia mistrzowskie w klasie solistycznej na tej samej uczelni. Jest członkiem Związku Kompozytorów Niemieckich, ESTA Deutschland jak i stowarzyszenia dla artystów GEDOK w Hamburgu.
W wieku 16 lat zadebiutowała jako solistka z Orkiestrą Filharmonii Bałtyckiej w Gdańsku i od tego czasu kontynuuje działalność solistyczną występując z takimi orkiestrami jak Bremerhaven Stadtorchester, Lwowską Orkiestrą Symfoniczną, Orkiestrą Kameralną Polskiego Radia „Amadeus”, Sinfonią Varsovia, Narodową Orkiestrą Symfoniczną Polskiego Radia w Katowicach, Orkiestrą Symfoniczną Filharmonii Krakowskiej, Jihoceska Komorni Filharmonie w Czeskich Budziejowicach, Hamburger Klassik Philharmonie, Orchesterakademie NRW w Düsseldorfie.
Wraz z dyrygentem Zygmuntem Rychertem odkryła koncerty skrzypcowe Ludomira Różyckiego i Ignacego Jana Paderewskiego, których prawykonań i nagrań dokonała z Narodową Orkiestrą Symfoniczną Polskiego Radia w Katowicach.
Dokonała również polskich prawykonań i nagrań koncertu skrzypcowego g-moll op. 67 Mieczysława Weinberga pod batutą Dainiusa Pavilionisa i Europejskiej Orkiestry Festiwalowej podczas Festiwalu Probaltica w Toruniu w 2011 roku oraz Concertina op. 42 i Rapsodii na tematy mołdawskie op. 47 wraz Agnieszką Duczmal i Radiową Orkiestrą Kameralną Polskiego Radia "Amadeus" w ramach Mikołowskich Dni Muzyki. Zinstrumentowała zaginioną wersję Rapsodii mołdawskiej na skrzypce i orkiestrę kameralną Mieczysława Weinberga, która została opublikowana w wydawnictwie Peermusic Classical. Płyta z nagraniami utworów Mieczysława Weinberga dla Polskiego Radia została wydana w roku 2015 dla wydawnictwa CPO w Osnabrücku.
W roku 2014 prawykonała podczas Festiwalu Probaltica wspólnie z Zygmuntem Rychertem i Filharmonią Toruńską koncert skrzypcowy A-dur op. 98 Apolinarego Szeluty.
Stypendystka Prezydenta Aleksandra Kwaśniewskiego (1999), Ministra Kultury (1999-2001), Otto Stoeterau Stiftung (2001-2005) oraz Oskar i Vera Ritter Stiftung (2009-2010).

## Twórczość
Ewelina Nowicka zajmuje się także kompozycją. Od dzieciństwa otrzymywała lekcje kompozycji jak i uczestniczyła w kursach kompozytorskich. Tworzy utwory w charakterze muzyki eksperymentalnej i gatunku muzyki współczesnej. Otrzymała liczne nagrody na konkursach kompozytorskich w Niemczech. Utwory wydawane są w Verlag Neue Musik. Dokonała instrumentacji kompozycji Mieczysława Weinberga, wydanych dla Peermusic Classical jak i Sikorski Verlag w Hamburgu.

## Nagrody
- 1997: 2 nagroda na Międzynarodowym Konkursie skrzypcowym w Goch, Niemcy
- 2001: 1 nagroda na Ogólnopolskim Konkursie Muzyki Kameralnej we Wrocławiu
- 2003: 3 nagroda na Międzynarodowym Konkursie Elise Meyer w Hamburgu
- 2008: 3 nagroda na konkursie „Moderne Solo Streicher“ w Bremie
- 2008: Wyróżnienie na konkursie kompozytorskim Jugend Komponiert
- 2008: Bremer Kompositionspreis/Nagroda za kompozycje w Bremie
- 2009: 5 nagroda na Crossover Composition Award w Manheim
- 2014: nominacja do Koryfeusz Muzyki Polskiej jako osobowość roku
- 2014: nominacja do Fryderyków w kategorii muzyka kameralna

## Nagrania
- 2011: Ludomir Różycki – Koncert skrzypcowy op. 70
- 2011: Ewelina Nowicka – Muzyka na skrzypce i fortepian
- 2013: Mieczysław Weinberg – Utwory na skrzypce i fortepian
- 2015: Mieczysław Weinberg – Concertino op.42 i Rapsodia na tematy mołdawskie